# 羅鳳 (泰和)
羅鳳（1465年—？），字子文，號印岡，南京水軍右衛軍籍江西泰和縣人，明朝政治人物。

## 生平
弘治二年（1489年）己酉科應天府鄉試第四十七名舉人。弘治九年（1496年）中式丙辰科會試第一百八十一名，三甲第一百三十二名進士。授興化府推官，正德元年（1506年）十二月选授南京广西道試御史，出为兖州府知府，十五年六月考察，以才力不及调用。

## 家族
曾祖羅德源；祖父羅公器；父羅富，母劉氏。具庆下。弟羅鶴。